# Meroleucoides
Meroleucoides is een geslacht van vlinders van de familie nachtpauwogen (Saturniidae), uit de onderfamilie Hemileucinae.

## Soorten
- M. albomaculata (Dognin, 1916)
- M. amarillae Lemaire & Wolfe, 1995
- M. bipectinata Lemaire, 2002
- M. bipunctata Lemaire, 1982
- M. bravera Lemaire, 2002
- M. dargei Lemaire, 1982
- M. diazmaurini Decaens, Bonilla & Ramirez, 2005
- M. erythropus (Maassen, 1890)
- M. famula (Maassen, 1890)
- M. fassli Lemaire, 1995
- M. flavodiscata (Dognin, 1916)
- M. laverna (Druce, 1890)
- M. microstyx Lemaire, 2002
- M. modesta Lemaire, 2002
- M. nadiana Lemaire, 2002
- M. naias (Bouvier, 1929)
- M. nata (Maassen, 1890)
- M. penai Lemaire, 1982
- M. ramicosa (Lemaire, 1975)
- M. rectilineata Lemaire & Venedictoff, 1989
- M. riveti Lemaire, 2002
- M. verae van Schayck, 2000